# Cihuacóatl

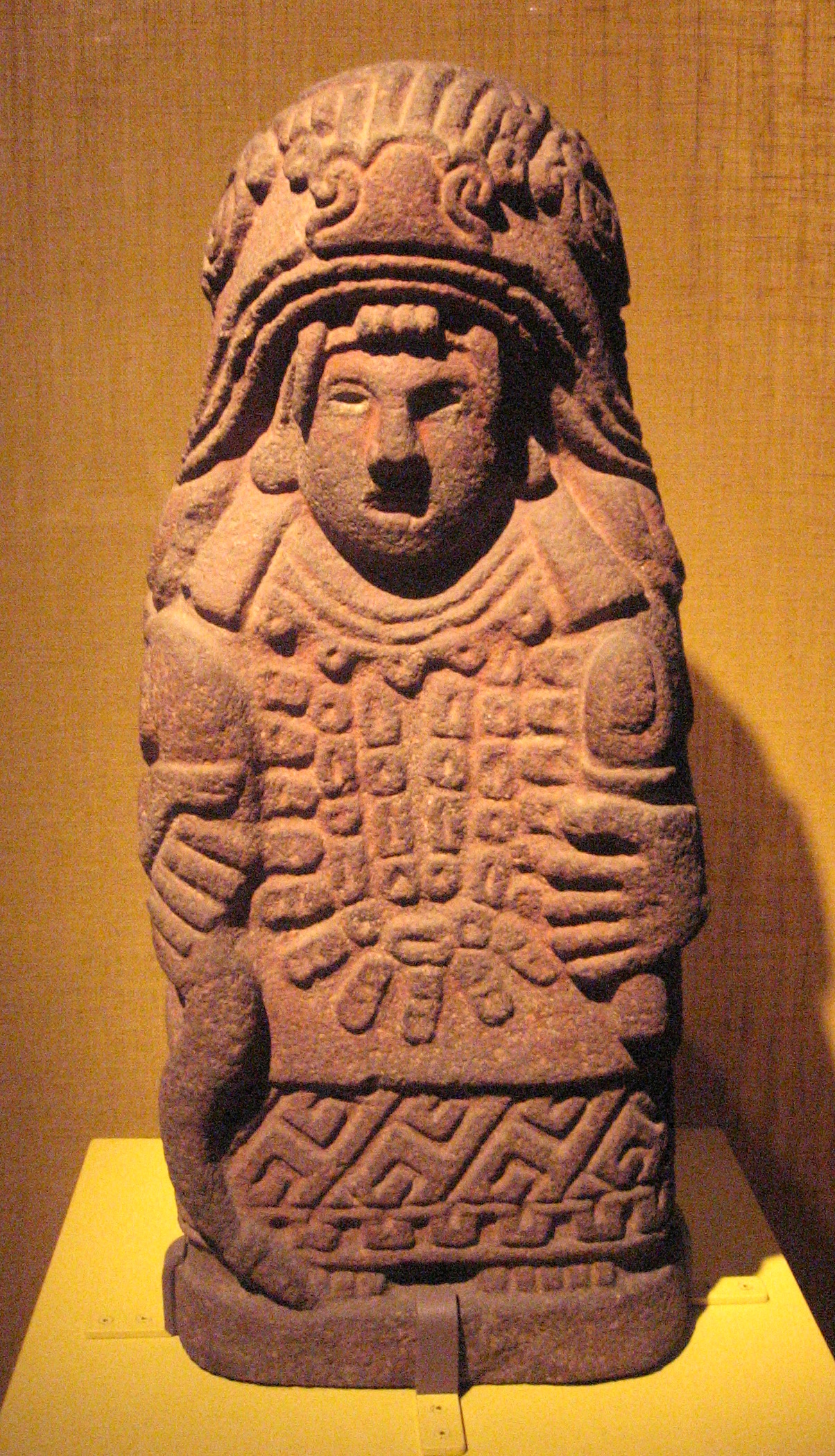
Estátua de Cihuacoatl do Museu Nacional de Antropologia do México.

Cihuacóatl era uma deusa guerreira do Panteão Asteca, também conhecida como Mulher Serpente, por seu corpo ser parte mulher e parte serpente. É a deusa protetora dos partos e das 'Cihuateteo', mulheres mortas ao dar à luz. Cihuacóatl também era a denominação do cargo mais importante situado abaixo do imperador, o Cihuacóatl era juiz supremo militar e do crime, era ele que organizava as expedições militares e nomeava seus comandantes. Quando o Tlatoani (imperador) ausentava-se de Tenochtitlan, era o Cihuacóatl que o substituía.